# Сухий (Ужгородський район)
Сухи́й — село в Україні, в Закарпатській області, Ужгородському районі (до адміністративно-територіальної реформи 2020 року у Великоберезнянському районі), входить до Ставненської сільської громади. Населення — 187 осіб. Підпорядковане Тихівській сільській раді. Одне з крайніх східних сіл Лемківщини.

## Назва
Село отримало цю назву від долини, поблизу якої розташоване, а саме долини Суха.

## Історія
Із записів 1588 року відомо про існування двох родин на цій території. А саме село було засноване у 1580 році шолтисом. У 1599 р. тут проживало 16 родин, а у 1631 р. кількість їх зросла до 20. Майже за 10 років кількість населення значно зменшилася до 13 родин. В селі працював водяний млин.
Згадується у 1768 році як Sucha, у1773-Szucha, 1784-Szuha, 1808-Szucha, Sucha, 1913-Szuhapatak, 1939-Ungszuha.

## Населення
Згідно з переписом УРСР 1989 року чисельність наявного населення села становила 262 особи, з яких 130 чоловіків та 132 жінки.
За переписом населення України 2001 року в селі мешкали 184 особи. 100 % населення вказало своєю рідною мовою українську мову.

## Релігія
Попередня дерев’яна церква згоріла. Тризрубна триверха бойківська церква, збудована з ялини, є подібною до церкви в селі Вишка, можливо, її будували ті ж майстри. Вона стоїть в оточенні старих дерев, на пагорбі за селом. Спочатку церква мала класичну бойківську форму з найвищим центральним верхом. Пізніше шатровий верх над бабинцем замінили на вищий, каркасний, що наближається за формою до башти. Над плоским перекриттям бабинця облаштували додаткове приміщення. Стіни зрубів значною мірою нахилені всередину. Всі верхи мають по три заломи.
Нині, на жаль, всю пам’ятку вкрили бляхою. У старий одвірок вставили прості кімнатні двері. З початку 1960-х до 1980-х років церква офіційно була закритою, хоч потай люди в ній молилися.
Складним є питання датування церкви. У 1751 р. за пароха Івана Касича згадують церкву св. Івана Хрестителя в доброму стані, забезпечену всіма образами, всіма церковними книгами та трьома дзвонами. Найпереконливішим є висновок місцевого дослідника Івана Циганина про те, що храм слід датувати 1679 роком. Ця дата написана на частині старого іконостаса. Крім того, церкви в сусідніх селах Гусний і Тихий також будували в середині XVII ст. Це одна з небагатьох давніх церков, у якій на дошках старого іконостаса збереглися тексти з іменами майстрів чи фундаторів царських врат:
Азъ єсмъ двер мною аще кто внидет той па жс обрящет | раб твой гсди Васили Циюка со женою своею Мариею кошто[м] свои[м] справи сии цар | скии двері за отпущение гріхов своихъ и родителей их
та іменами замовників та автора ікон:
Непло…диє хсва прєдотєчю раждаєт и тоє совершєніе всякаго пррства его же со пррцы | проповідаша на том въ Иордани руку положив яви бжаго слову кторой проповідни вкупі… | смирения и праці своей Иван Савчинець со женою своею Анною те образ[ы] справил за от | пущение гріхов своих и родителей их. Иоан маляр з Перемышля Счирецкий в року АХОΘ (1679).
У інтер'єрі збереглися ікони Івана Щирецького та Івана Вишенського 1678 року. 
Дотепер збереглися образи Івана Щирецького “Відсічення голови Івана” та “Авраам офіру господеві приносить” (1680 р.). Велика ікона “Розп’яття” має автограф: “Іван маляр Вишенський Р. Б. 1678”. Ікона з двома святителями коло храму супроводжена написом на дошці:
Чловєче бжи и верный рабе: служителю господенъ. Мужу жєланні сосуде и | збранны: столпе и утвєрждєніє цкви цтвію насліднічє…єпре молчи въпиа онако гу Иван Тастри с Ка | териною: Марко Сликовъ, Настасіею: Игнатъ Бунчаков [с] Марією: Павєл Шостаковъ [с] Анною малъ | жонками своими: на сего архієрєя дали малованя: за отпушчєніє гріхов своих: совершися вся в ζ АПУ петров
На нижній поперечині рами ікони Покрови пр. богородиці написано, що:
Сей образ сооружил священній отец Иоанъ парохъ Сушански | и синами своими Штефаномъ и з Ігнатомъ и затемъ своимъ Иваномъ | и дщерею своею Марию за свое здравие и за помершой ся жени своей Настасі | и за усіх своихъ родичівъ от віка померших ся за отпущение гріхов | р.б. АΨξД (1764).”
Нижче цієї ікони, на додатковому шматку полотна зображено Благовіщення та чоловічу й жіночу фігури на колінах. Біля чоловічої постаті напис: “Ієрей | Іоан | презвите | р сушинскии | шолтыс гуснянскіи | Касичъ”, біля жіночої – “Попада жєна єго Настасиа”.
Напис на жертовнику повідомляє, що “Си… гробницу | дал изъроби | ти рабъ божи…емъцо Павли | кувъ за доброе | здоровя свое и за | отпущение гріховъ”.
Стара дзвіниця біля церкви мала традиційні два яруси і шатровий верх. У теперішній, дуже простій каркасній дзвіниці зберігається дзвін з 1705 р.
- Свято-Володимирівський чоловічий монастир
- жіноча обитель на честь Похвали Пресвятої Богородиці, Сушанські Верхи

## Туристичні місця
- місце де стояв водяний млин.
- Свято-Володимирівський чоловічий монастир
- храм святого Івана Предтечі
- жіноча обитель на честь Похвали Пресвятої Богородиці, Сушанські Верхи